# Drosophyllum lusitanicum
Genre
Espèce
Classification phylogénétique
Répartition géographique
Drosophyllum lusitanicum est une espèce de plantes carnivores de la famille des Droseraceae selon la classification classique, ou de celle des Drosophyllaceae selon la classification phylogénétique. C'est la seule espèce décrite du genre Drosophyllum. Autrefois, elle était classée parmi le genre Drosera. Mais chez Drosophyllum, la feuille se déroule de l'extérieur vers l'intérieur, ce qui n'est le cas d'aucune espèce de Drosera. De plus, le milieu naturel de Drosophyllum est nettement différent de celui des rossolis.
On la trouve sur la façade atlantique des régions méditerranéennes. Du sud du Portugal jusqu'au sud-ouest de l'Espagne, en passant par Gibraltar. Elle est également originaire du nord du Maroc. Elle croît sur un milieu pauvre, et plutôt sec. Les landes de pinèdes sèches aux sols sableux et caillouteux et les sous-bois de chênes sont son environnement naturel.

## Étymologie
Son nom est composé du grec "Δϱδσοs" (rosée) et "Φυλλοv" (feuille), par référence à l'aspect de la plante dont le feuillage est couvert de gouttelettes de mucilage.

## Synonymie
- Drosera lusitanica L.
- Rorella lusitanica (L.) Raf.

## Description
Drosophyllum lusitanicum mesure de 30 à 60 cm de haut.
Cette plante buissonnante présente des feuilles filiformes, très fines. Chaque feuille est recouverte de glandes pédicellées produisant de la glu, et de glandes sessiles en surface, servant à la digestion. En coupe transversale, la feuille est triangulaire. On constate que les feuilles flétries restent accrochées à la plante. Il semblerait qu'elles réfléchissent fortement les ultraviolets, et auraient un rôle d'attracteur.
Les fleurs ont de 2 à 4 cm de diamètre. Elles sont pentamères (composées de 5 pétales, 5 sépales, 5 à 10 étamines et un pistil). Elles sont de couleur jaune soufre, et le plus souvent solitaires. La fleur une fois fécondée, il se forme une capsule contenant une dizaine de graines noires, de la forme d'un pépin de raisin. Notons que Drosophyllum est une des rares plantes carnivores où le piège s'étend jusqu'aux sépales de la fleur : même cette dernière est carnivore.

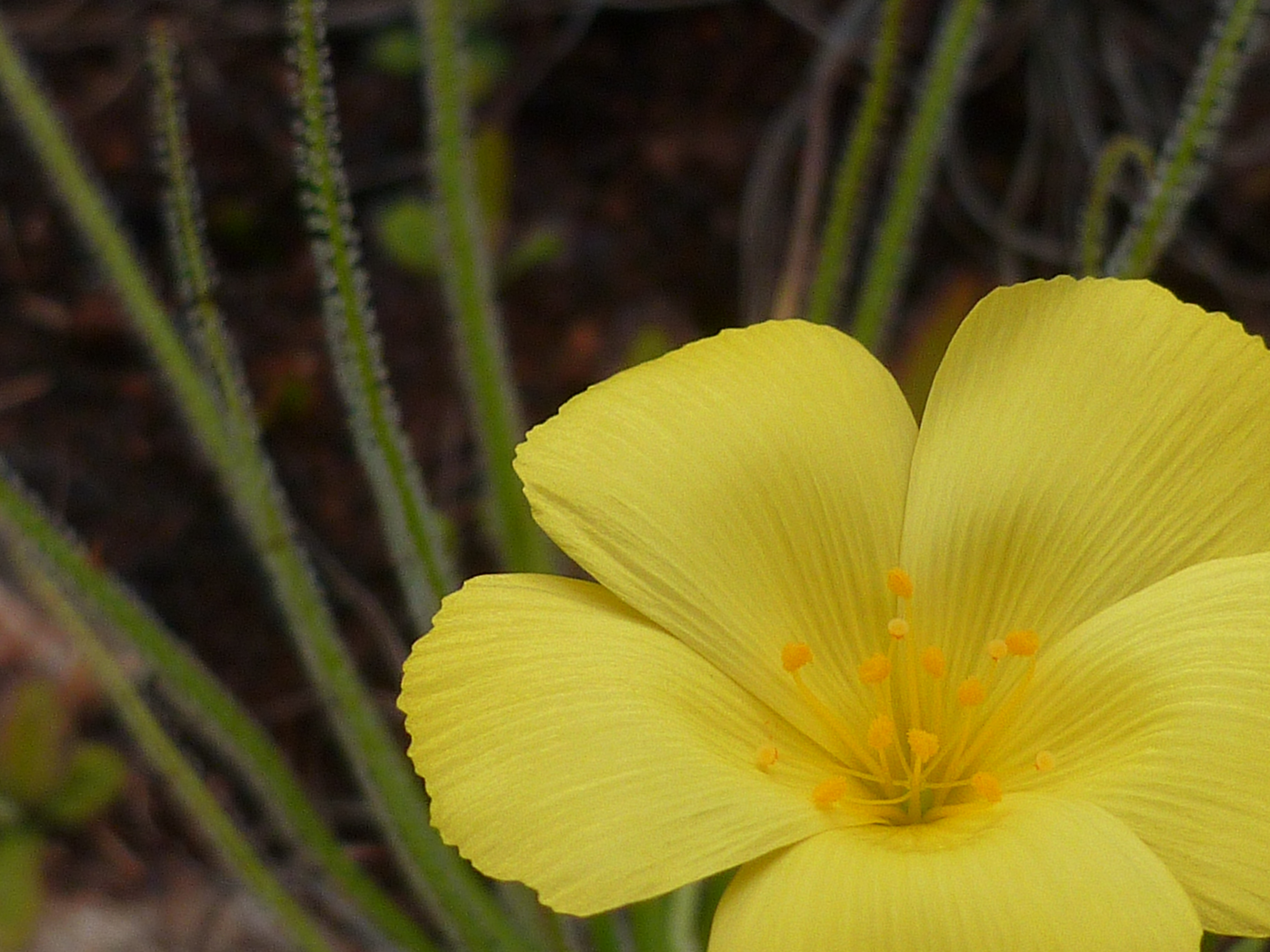
Fleur de Drosophyllum lusitanicum

Les proies sont attirées par deux facteurs : olfactif (la plante émet un parfum suave à odeur de miel), et optique (rayons ultraviolets). Une fois collée, une proie active alors la production d'enzymes (protéase, estérase, phosphatase, peroxydase). La digestion chez cette plante est si efficace qu'une simple mouche peut être digérée en seulement 24 heures.

## Usages
On connait plusieurs usages de cette plante : Darwin reporte qu'elle est parfois arrachée, puis pendue dans les maisons. Elle jouerait ainsi le rôle de piège à mouche naturel[réf. nécessaire].
Drosophyllum lusitanicum a été l'objet d'une étude scientifique d'intérêt : en 1960, Erhard Schnepf découvre le rôle de synthèse de l'appareil de Golgi, un composant des cellules végétales et animales. Cet organite sert entre autres à la production de la glu qui constitue le piège.

### Drosophyllum
- (en) NCBI : Drosophyllum (taxons inclus)
- (en) GRIN : genre Drosophyllum Link (+liste d'espèces contenant des synonymes)

### Drosophyllum lusitanicum
- (en) Tree of Life Web Project : Drosophyllum lusitanicum
- (en) NCBI : Drosophyllum lusitanicum (taxons inclus)
- (en) GRIN : espèce Drosophyllum lusitanicum (L.) Link